# Nudaria
Nudaria is een geslacht van vlinders uit de familie van de spinneruilen (Erebidae) en de onderfamilie van de Arctiinae. De wetenschappelijke naam en de beschrijving van dit geslacht werden in 1809 gepubliceerd door Adrian Hardy Haworth.

## Soorten
- N. albipunctella (Hampson, 1914)
- N. diaphanella (Hampson, 1893)
- N. discipuncta Hampson, 1898
- N. fasciata Moore, 1878
- N. fulvipicta Hampson, 1896
- N. fumidisca Hampson, 1896
- N. idalis Semper, 1899
- N. margaritacea Walker, 1864
- N. massiliensis Millière, 1865
- N. mesombra Hampson, 1918
- N. mollis T.P. Lucas, 1894
- N. mundana (Linnaeus, 1761) — bleek beertje
- N. nanlingica Dubatolov, Kishida & Wang, 2012
- N. phallustortens Holloway, 2001
- N. plagiata (Rothschild, 1913)
- N. problematica Strand, 1922
- N. punctata (Semper, 1899)
- N. punkikonis Matsumura, 1927
- N. quilimanensis Strand, 1922
- N. quilimanicola Strand, 1922
- N. ranruna Matsumura, 1927
- N. sundamollis Holloway, 2001
- N. suffusa Hampson, 1894
- N. testacea (Rothschild, 1913)
- N. unifascia (Inoue, 1980)
- N. vernalis Dubatolov, Kishida & Wang, 2012